# Armekleie
De Armekleie is een straat en heuvel in de Vlaamse Ardennen, gelegen in de omgeving van Sint-Kornelis-Horebeke, op de grens van de gemeenten Horebeke, Brakel en Zwalm.

## Wielrennen
De helling is bekend uit onder andere De Reuzen van Vlaanderen, een parcours voor wielertoeristen.